# Mertensophryne nairobiensis
Mertensophryne nairobiensis é uma espécie de anfíbio anuro da família Bufonidae. Está presente no Quénia. A UICN classificou-a como deficiente de dados.